# Mézin
Mézin település Franciaországban, Lot-et-Garonne megyében. Lakosainak száma 1455 fő (2022. január 1.). Mézin Andiran, Fourcès, Fréchou, Lannes, Moncrabeau, Poudenas és Réaup-Lisse községekkel határos.

## Népesség
A település népességének változása:
| Lakosok száma | 1976 | 1609 | 1455 | 1526 | 1549 | 1589 | 1554 | 1469 | 1465 | 1455 |
|               | 1968 | 1982 | 1990 | 2006 | 2013 | 2015 | 2017 | 2019 | 2020 | 2022 |